# Washington County (Minnesota)
 Der er flere lokaliteter med dette navn, se Washington County.
Washington County er et amt i den amerikanske delstat Minnesota. Amtet ligger i den østlige del af delstaten og grænser op til Chisago County i nord, Dakota County i syd, Ramsey County i vest og mod Anoka County i nordvest. Amtet grænser også op til delstaten Wisconsin i øst.
Washington totale areal er 1.096 km² hvoraf 81 km² er vand. I 2010 havde amtet 238.136 indbyggere. Amtets administrativecentrum ligger i byen Stillwater.
Amtet blev grundlagt i 1849 og har fået sit navn efter USAs første præsident, George Washington.

## Personer fra Washington County
- Robert Brown, politiker i delstats-senatet († 2020)
- Denis McDonough (1969-), politiker i Regeringen Joe Biden

45°2′N 92°53′V / 45.033°N 92.883°V